# Chochol'skij
Chochol'skij (in russo Хохольский?) è un insediamento di tipo urbano della Russia europea nell'oblast' di Voronež. È il centro amministrativo del rajon Chochol'skij.
Si trova 42 km a sud-ovest di Voronež.